# Jacques Hassoun
 (juillet 2013).
Si vous disposez d'ouvrages ou d'articles de référence ou si vous connaissez des sites web de qualité traitant du thème abordé ici, merci de compléter l'article en donnant les références utiles à sa vérifiabilité et en les liant à la section « Notes et références ».
Jacques Hassoun, né le 20 octobre 1936 à Alexandrie (Égypte) et mort le 24 avril 1999 dans le 5e arrondissement de Paris, est un médecin psychiatre français, puis psychanalyste lacanien.
Il a développé une théorie de la dépression.

## Biographie
Jacques Hassoun est né à Alexandrie (Égypte) en 1936. Juif athée, il s'est installé en France en 1954 pour poursuivre ses études.
Il est analysé par Conrad Stein puis par Jean Clavreul. Il devient en 1979 membre de l'École freudienne de Paris. Son travail sur le narcissisme primaire le rapproche de Lacan. Il est cofondateur du Cercle freudien, il participe à des revues comme : L'Ordinaire du psychanalyste, Patio, Études freudiennes…
Il cofonde en 1979 l'Association pour la sauvegarde du patrimoine culturel des Juifs d’Égypte (ASPCJE)

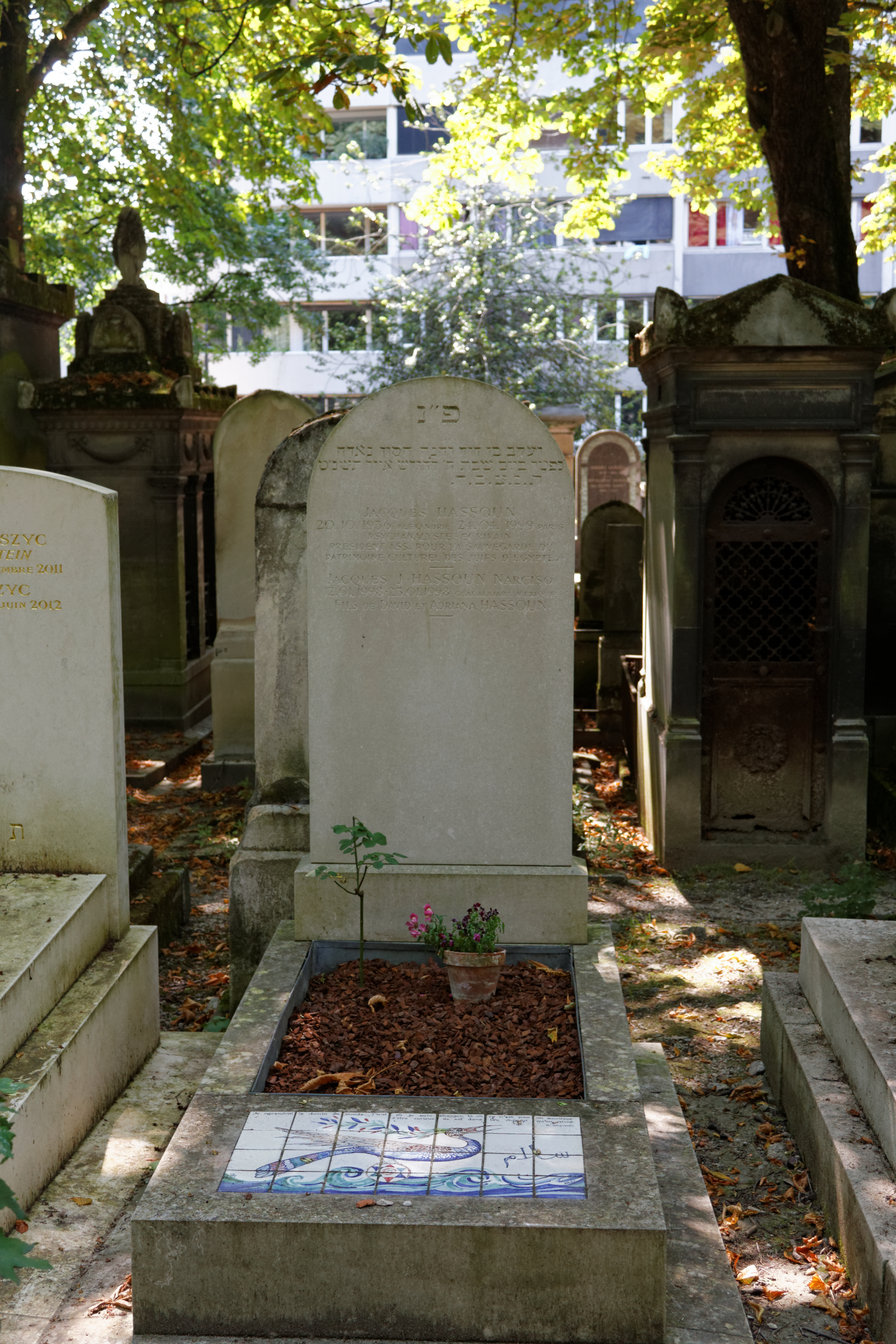
Tombe de Jacques Hassoun au cimetière du Père-Lachaise (division 7).

Il meurt à l'âge de 62 ans, d'une tumeur au cerveau, et est inhumé au cimetière du Père-Lachaise (division 7).

## Théorie psyschanalytique
- Théorie de la mélancolie :  pour Hassoun, la mélancolie (ou la dépression) provient d'un désir individuel pour un autre non-désigné.

Dans le modèle de Hassoun, cet objet flou qui manque est le sein de la mère. Le discours s'articule ainsi : si la mère enlève son sein ou force un sevrage prématuré, l'enfant ne peut naturellement faire le deuil de cette perte inévitable, et ne peut pas non plus essayer de forger des relations avec d'autres objets (des amants, etc.) pour succéder à l'amour du sein.
Pour s'assurer de la bonne marche d'un enfant dans le monde, sa mère doit 'abandonner' le sein à son enfant, lui permettant de transformer son sein d'un emblème sexuel à une entité transmettant le soin maternel. Il faut laisser le temps à l'enfant d'abandonner en temps et en heure le sein.
- Au sujet de la mémoire et du souvenir : Hassoun souligne le besoin de dire le passé. En cas de crise : quand l'individu grandit, quand il y a besoin de préserver une culture, etc. De nouveaux faits demandent un effort psychologique pour s'y adapter, et c'est la raison pour laquelle une personne peut rejeter de nouvelles situations. La théorie stipule que nous retournions dans le passé afin de résoudre ce besoin d'adaptation à la réalité, parce qu'il considère que les expériences du passé sont des outils de survie. Raconter le passé ne signifie pas exhorter quelqu'un à suivre la tradition. La tradition assujettit les individus à des motifs de vie qui peuvent causer plus de dommages que de bonheur. Raconter le passé, c'est autre chose. La dialectique est la continuité ou la destruction du passé.

## Œuvres de Jacques Hassoun

### Psychanalyse
- Actualité d’un malaise, Toulouse, érès, 1999.
- L'obscur objet de la haine., Aubier, 1997.
- Meurtre du père. Sacrifice de la sexualité., avec Maurice Godelier et coll., Paris, Arcane, 1996.
- Psychanalyse : cent ans de divan., avec Claude Spielmann et coll., Panoramiques, 1995.
- Le passage des étrangers. (diversio : Anne Longuet-Marx), Paris, Éd. Austral, 1995.
- La cruauté mélancolique., Aubier, 1995.
- Les contrebandiers de la mémoire., 1re édition, Paris, Syros, 1994, Prix Œdipe, 2e édition, Paris, La Découverte, 2002 (épuisé). To kontrabendo this mnimis, trad. Ariella Asser, Athènes, Éd. Exantas, 1995. Los contrabandistas de la memoria, trad. Sylvia Fendrik, Buenos Aires, Éd. El Flor, 1996. Schmuggelpfade der Erinnerung, trad. Anna Katharina Ulrich, éditeur Stroemfeld/Nexus, Frankfurt am Main und Basel (Allemagne), 2003.
- L'Exil de la langue, Point hors ligne, 1993.
- L’histoire à la lettre. (avec Cécile Wajsbrot), Paris, Éd. Mentha, 1991 (épuisé). La historia a la letra (trad. Jacques Algasi), Buenos Aires (Argentine), Éd. Leviatan, 2005.
- Non-lieu de la mémoire, la cassure d’Auschwitz. (avec M. Nathan-Murat et A. Radzynski), Paris, Éd. Bibliophane, 1990.
- Les passions intraitables, Aubier, 1989.
- Les Indes occidentales (une lecture de l’”Au-delà du principe de plaisir”), Éd. de l’Éclat, 1987. Las Indias Occidentales, trad. Graciela Klein, Buenos Aires, Ediciones de las Equis, 1995.
- Fragments de langue maternelle, Payot, 1979.
- Entre la mort et la famille : la crèche, 1re édition F. Maspero, 1973, 2e édition Petite Bibliothèque Payot, 1977.

### Égypte
- Alexandrie et autres récits, Paris, L’Harmattan, 2001.
- Alexandrie revisitée. (photographies de Toni Catany, Anne Favret et Patrick Manez, Bernard Guillot, Nabil Boutros, Gilles Perrin, Reza), Institut du monde arabe, Éd. Revue Noire, coll. « Soleil », 1998.
- Alexandries, roman, Paris, La Découverte, 1985.
- Juifs d’Égypte. Images et textes., Éd. du Scribe, 1984, consultable en ligne.
- Juifs du Nil (textes réunis et présentés), 1re édition Éd. du Sycomore, 1981, 2e édition Éd. Minerve, 1990. Traduit en arabe par Youssef Darwich, Éditions Shorouk, Égypte, Le Caire, 2008.

### Correspondance
- Le même livre., correspondance avec Abdelkébir Khatibi, Éd. de l’Éclat, 1985.

## Études et témoignages sur Jacques Hassoun

### Sur l'œuvre psychanalytique
- Jacques Hassoun… de mémoire sous la direction de Claude Spielmann, Toulouse, Erès édition, collection "Actualité de la psychanalyse", 2012  (ISBN 9782749212722), présentation en ligne.
- Hommage à Jacques Hassoun, revue de psychanalyse Che Vuoi ? no 12, Paris, L’Harmattan, 2000.
- L'héritage de Jacques Hassoun, psychanalyste, poète et militant, dir. Rahon Valérie et Touzet Patrick, revue Soins. Psychiatrie, 2009, no 263.
- Jacques Hassoun. Extraits d’une œuvre. Che Vuoi ?, Paris, L’Harmattan, collection « Psychanalyse et faits sociaux », 2009, sommaire en ligne.
- Article "Jacques Hassoun" dans Encyclopedia Universalis, lire en ligne
- Renée Dray-Bensoussan, Les Églises, les religions et la Shoah, Cerf, "Histoire", 2013, le chapitre "Exil de la langue et mélancolisation" est consacré à une analyse d'œuvres de Jacques Hassoun, lire en ligne.
- Mustapha Harzoune, compte rendu des Contrebandiers de la mémoires dans Hommes et Migrations, n°1188-1189, juin-juillet 1995, pp. 115-116, lire en ligne
- Marie Hazan, "Du Non-lieu de la mémoire à la lettre : un tracé et deux livres / Cécile Wajsbrot, L’Histoire à la lettre (1991) / Jacques Hassoun, Non-lieu de la mémoire. La cassure d’Auschwitz (1990)", dans Santé mentale au Québec, 17(1), 1992, p.300–308. doi:10.7202/502061ar
- Fanny Colonomos, « Jacques Hassoun : « La Cruauté mélancolique » », Figures de la psychanalyse, 2001/1 (no4), p. 209-212, lire en ligne
- (en) David Mehegan, "Pining for the absent unknown" [compte rendu de La Cruauté mélancolique], The Boston Globe, January 18, 1998, lire en ligne

### Sur les récits et le rapport à l'Égypte
- (en) Aimée Israel-Pelletier, On the Mediterranean and the Nile: The Jews of Egypt, Indiana University Press, 2018, chapitre "Jacques Hassoun : Return to Egypt", p.27-67, lire en ligne. Jacques Hassoun est un des cinq auteurs juifs égyptiens étudiés dans cet ouvrage avec Edmond Jabès, Jacqueline Shohet Kahanoff, Paula Jacques et André Aciman.
- (en) Colette Wilson, "Multidirectional memory and exile in Jacques Hassoun’s polyphonic novel Alexandries", Journal of Romance Studies, Volume 13, Issue 2, 2013, p.94-115, lire en ligne.
- (en) Aimée Israel-Pelletier, "Edmond Jabès, Jacques Hassoun, and Melancholy: The Second Exodus in the Shadow of the Holocaust", MLN French Issue 123.4, Sept. 2008, p. 797–818.
- (en) Joel Beinin (en), The Dispersion Of Egyptian Jewry Culture, Politics, And The Formation Of A Modern Diaspora, Berkeley: University of California Press, 1998,  (ISBN 977-424-890-2) : interview avec Jacques Hassoun (en anglais) lire en ligne

### Film et entretiens radiophoniques
- Jacques Hassoun, de mémoire, DVD réalisé par Paul Pérez, présentation et vidéo en ligne.
- À voix nue, une série de 5 entretiens avec Jacques Hassoun, 27/03/1998, https://www.franceculture.fr/emissions/les-nuits-de-france-culture/voix-nue-jacques-hassoun-la-psychanalyse-1ere-diffusion